# Karlinky
Karlinky (německy Karolinsfeld) je část krajského města Liberec. Nachází se na jihozápadě Liberce. Liberec XVIII-Karlinky leží v katastrálním území Karlinky o rozloze 1,01 km².

## Historie
První písemná zmínka o vesnici pochází z roku 1770. Do roku 1946 se vesnice jmenovala Karolinsfeld.

## Doprava
Na severním okraji Karlinek se nachází autobusová zastávka Karlinky, na které zastavují spoje linky č. 16 liberecké MHD. Hranice Karlinek je částečně tvořena železniční tratí 086, nenachází se zde ale žádná stanice.